# Wareham Center, Massachusetts
Wareham Center, Massachusetts (енгл. Wareham Center) насељено је место без административног статуса у америчкој савезној држави Масачусетс.

## Демографија
По попису из 2010. године број становника је 2.896, што је 22 (0,8%) становника више него 2000. године.
| Група             | 2000.         | 2010.         |
| Белци             | 2.582 (89,8%) | 2.544 (87,8%) |
| Афроамериканци    | 67 (2,3%)     | 87 (3,0%)     |
| Азијати           | 7 (0,2%)      | 15 (0,5%)     |
| Хиспаноамериканци | 32 (1,1%)     | 53 (1,8%)     |
| Укупно            | 2.874         | 2.896         |